# Khabar
Khabar (kaz. Хабар; z arab. ‏خبر‎, Aktualności) – kazachska sieć nadawcza i serwis informacyjny. Firma została założona w 1995 roku jako Narodowa Telewizyjna Agencja Informacyjna (ros. Национальное Телевизионное Информационное Агентство, Nacionałnoje Telewizinnoje Informacinnoje Agentstwo).  Właścicielem marki jest Agencja Khabar S.A. (kaz. «Хабар» Агенттігі АҚ, «Chabar» Agenttigi AQ; ros. АО «Агентство „Хабар“», AO «Agentswo „Chabar”»), która od 1 stycznia 2016 roku jest stowarzyszonym członkiem Europejskiej Unii Nadawców pod nazwą Khabar Agency (KA).
Posiada jeden z największych zasięgów odbiorców w  Kazachstanie, ma do niego dostęp 13 milionów ludzi. Siedziba Khabar znajduje się w Astanie.

## Kanał telewizyjny
Flagowym kanałem telewizyjnym firmy jest Khabar TV (kaz. Хабар телеарна, Chabar Telearna; ros. Телеканал «Хабар», Telekanał «Chabar»), który nadaje w języku kazachskim i rosyjskim. Oprócz niego, firma nadaje również inne kanały telewizyjne, m.in. Kazakh TV (dla widzów międzynarodowych oraz kazachskiej diaspory, nadaje również w języku angielskim), Khabar 24 czy El Arna. Od 2000 roku sieć regionalna kanału w Kazachstanie składała się z 14 punktów korespondencyjnych: Pietropawłowsk, Kustanaj, Pawłodar, Karaganda, Uralsk, Aktobe, Atyrau, Aktau, Taldykorgan, Taraz, Szymkent, Kyzyłorda, Ust-Kamenogorsk oraz Semej.